# 정갑윤
정갑윤(鄭甲潤, 1950년 11월 8일~)은 대한민국의 정치인으로, 제19대 국회부의장을 역임하였다. 제16·17·18·19·20대 국회의원이다.

## 학력
- 경남고등학교 졸업
- 울산공과대학교 공업화학 학사
- 울산대학교 산업기술대학원 산업관리공학 석사

## 경력
- (주)해성목재 대표
- 제4대 경상남도의회 의원
- (사)한국청년회의소 중앙부회장, 경남지구·울산청년회의소 회장
- 대한불교SNS전법단 총재
- 국민의힘 울산시당 상임고문
- 한국조정협회 회장
- 지식재산단체총연합회 공동회장
- 국민의힘 상임고문
- 국민의힘 제20대 대통령선거 울산을 살리는 선거대책위원회 선거대책위원장단 공동선거대책위원장
- 2022. 12.~ 국민의힘 책임당원 전국연대 고문
- 사단법인 세계신지식인협회 고문
- 대한민국헌정회 정책연구위원회 분과위원회 과학기술정보방송통신위원장
- 2023. 12.~ 제23대 한국교직원공제회 이사장
- 대한민국헌정회 과학기술정보방송통신위원장

## 의정활동

### 제16대
- 2002년 12월 20일~2004년 5월 29일: 제16대 국회의원(울산 중구), 초선

### 제17대
- 2004년 5월 30일~2008년 5월 29일: 제17대 국회의원(울산 중구), 재선
- 제17대 국회 예산결산특별위원회 위원
- 제17대 국회 행정자치위원회 간사
- 한나라당 울산시당
- 제17대 국회 재해대책위원회 위원장

### 제18대
- 2008년 5월 30일~2012년 5월 29일: 제18대 국회의원(울산 중구), 3선
- 제18대 국회 법제사법위원회 위원
- 제18대 국회 윤리특별위원회 위원
- 제18대 국회 행정안전위원회 위원
- 한나라당 중소기업활력화위원회 위원장
- 한나라당 울산광역시당 중구 당협위원회 위원장
- 제18대 국회 예산결산특별위원회 위원장

### 제19대
- 2012년 5월 30일~2016년 5월 29일: 제19대 국회의원(울산 중구), 4선
- 제19대 국회 전반기 법제사법위원회 위원
- 제19대 국회 후반기 국회부의장

### 제20대
- 2016년 5월 30일~2020년 5월 29일: 제20대 국회의원(울산 중구), 5선
- 제20대 국회 전반기 법제사법위원회 위원
- 제20대 국회 예산결산특별위원회 위원
- 새누리당 전국위원회 의장
- 자유한국당 울산시당 위원장
- 6.13지방선거 자유한국당 울산시당 공천관리위원장
- 6.13 지방선거 자유한국당 울산시당 공약개발단 단장
- 자유한국당 6·13 지방선거 중앙선거대책위원회 고문
- 제20대 국회 후반기 법제사법위원회 위원
- 자유한국당  2.27 전대 선관위 준비위원장
- 자유한국당 중앙당후원회 후원회장
- 제20대 국회 후반기 정무위원회 위원
- 제20대 국회 후반기 예산결산특별위원회 위원
- 자유한국당 울산시당위원장
- 제20대 국회 후반기 법제사법위원회 위원
- 미래통합당 울산시당 대한민국 바로잡기 선거대책위원회 공동상임선거대책위원장

## 논란

### 아들 kt 인사특혜 의혹
정갑윤 의원의 둘째 아들이 KT의 국회 대관(對官)팀에서 수년째 붙박이 근무 중인 사실이 확인되어 논란이 되고 있다. 기업 대관팀의 주된 업무는 입법부와 검·경찰 및 국세청 등 사정기관, 정부부처 등을 드나들며 인맥을 형성해 각종 정보를 수집하고, 기업에 유리한 기획과 전략을 수립하는 것으로 특히 국회 대관 담당은 매년 국정감사 대비와 사업 유·불리와 직결된 입법로비를 다루는 요직이며 그만큼 정경유착의 '고리'라는 오명도 커 KT의 업무배치가 부적절하다는 지적이 나올만하며 둘째 아들이 2015년 9월 정갑윤 의원실의 '입법조사요원'으로 편법 등록해 국회 출입 편의를 누리다 언론에 노출됐음에도 불구하고 계속해서 자리를 지키고 있어 논란이 되고 있다. 시민단체에서는 단순 특채나 채용청탁을 넘어 혈연관계를 이용한 기업의 입법로비 가능성이 짙은 만큼 근절돼야 한다는 주장이다. 현역 중진의원의 자녀가 국회 대관업무를 상당기간 맡았고, 무엇보다 KT의 금융사업 진출과 직결된 부서에 소속됐다는 점에 주목해야 한다면서 특혜를 넘어 부정한 유착관계로 볼 여지가 크다고 주장하였다.

## 가족
- 배우자: 박외숙
- 자녀: 2남

## 역대 선거 결과
|  | 57.5% |

|  | 16.32% |

|  | 37.08% |

|  | 43.26% |

|  | 46.78% |

|  | 64.85% |

|  | 50.39% |

|  | 46.98% |

## 소속 정당
| 소속 정당 | 소속 정당    | 소속 기간 | 비고      |
| --------- | ------------ | --------- | --------- |
|           | 민주정의당   | 1988~1990 | 정계 입문 |
|           | 민주자유당   | 1990~1995 | 합당      |
|           | 신한국당     | 1995~1996 | 당명 변경 |
|           | 무소속       | 1996~1998 | 탈당      |
|           | 자유민주연합 | 1998~2002 | 입당      |
|           | 무소속       | 2002      | 탈당      |
|           | 한나라당     | 2002~2012 | 복당      |
|           | 새누리당     | 2012~2017 | 당명 변경 |
|           | 무소속       | 2017      | 탈당      |
|           | 자유한국당   | 2017~2020 | 복당      |
|           | 미래통합당   | 2020      | 합당      |
|           | 국민의힘     | 2020~현재 | 당명 변경 |

## 같이 보기
- 중구 (울산 선거구)
- 울산 중구의 국회의원
- 대한민국의 국회부의장